# 山田美妙
山田 美妙（やまだ びみょう、1868年8月25日（慶応4年7月8日） - 1910年（明治43年）10月24日）は、日本の小説家・詩人・評論家・辞書編纂者。言文一致体および新体詩運動の先駆者として知られる。二世曲亭主人、美妙斎、美妙子、樵耕蛙船、飛影などの号も用いた。
SF・推理小説作家の加納一朗は孫。

## 生涯

### 生い立ち
本名は、山田武太郎。江戸の神田柳町（現在の東京都千代田区神田須田町二丁目）に旧南部藩士山田吉雄の長男として生まれる。3歳のとき父が地方に赴任し、母よし、その養母海保ますと芝神明前（浜松町）に、桶屋を家業として住む。ますは性格の厳しい人で自由に友人を作る事も遊ぶ事も許されなかった。ますの教育の方法もあり、後に人に反論できない論戦の苦手な青年となる。父は鳥取、長野などの警察部長を歴任し、その後武徳会に関係して京都に住み、1911年（明治44年）に没した。1874年に私立烏森学校入学し、この頃尾崎徳太郎（尾崎紅葉）と知り合う。翌年公立巴学校（後の港区立鞆絵小学校）に転校する。12歳頃から詩について源蔵から教えを受け、漢文については石川鴻斎から、和歌を叔父の山田吉就から学んだ。1879年（明治12年）東京府第二中学（1881年に府第一中と統合し東京府中学）入学し、ここで幼友達の紅葉と再会する。東京府中学を経て1884年（明治17年）大学予備門に入学する。

### 硯友社と新体詩・言文一致運動
予備門在学中の1885年（明治18年）に友人の尾崎紅葉、石橋思案、丸岡九華らと文学結社である硯友社を結成し、雑誌『我楽多文庫』を編集・刊行、第1、2集に曲亭馬琴風の処女作「竪琴草紙」を発表する。1886年から同誌に連載した「嘲戒小説天狗」は、言文一致体で書かれた小説として先駆的なものであった。また1882年の『新体詩抄』以来の新体詩への意気込みで、縁山散史こと尾崎紅葉、延春亭主人こと丸岡九華とともに『新体詞選』を刊行する。同年第一高等中学校（大学予備門改称）を退学する。1887年（明治20年）に読売新聞に「武蔵野」を連載し、最初の言文一致体の新聞小説となる。同年婦人雑誌『以良都女』（成美社）を創刊する。1888年には短篇集『夏木立』を刊行、小説雑誌『都の花』（金港堂）を主宰、1890年まで務め、20歳にして坪内逍遥に匹敵する名声を得た。硯友社とは疎遠になり自然脱退となった。 
徳富蘇峰らが1888年に組織した「文学会」にも参加し、1889年に『国民之友』誌で初めて小説を掲載した特別付録に、逍遥と並んで蘇峰の依頼を受けて、「蝴蝶」を執筆した。「蝴蝶」は、挿絵に初めて裸体が登場した作品で（渡辺省亭筆）、発売禁止となるなど物議をかもした。

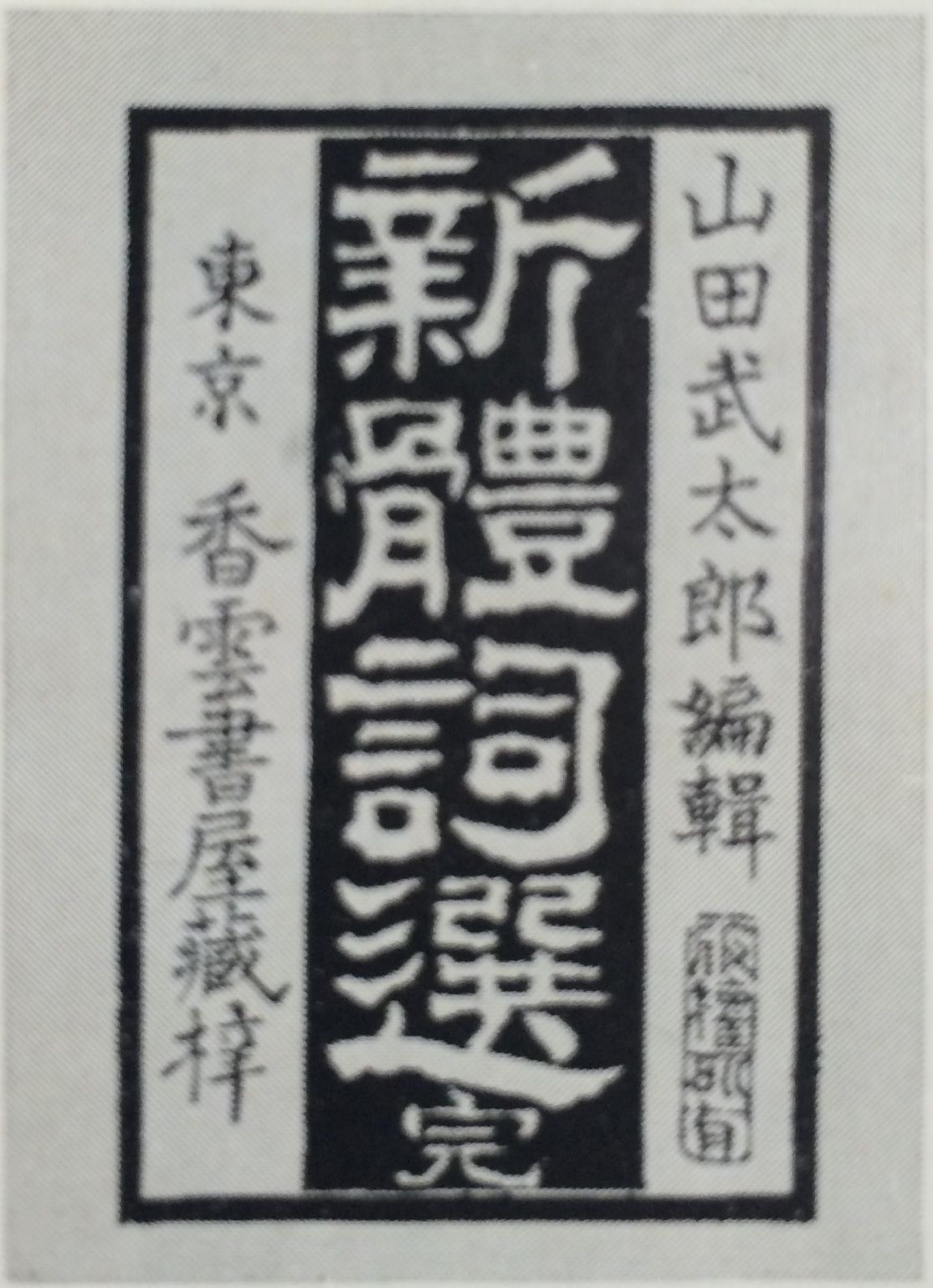
『新体詩選』初版表紙 1886年

1889年に「日本俗語文法論」を『国民之友』に連載した。1890年には改進新聞社に入社する。1891-92年頃は国民新聞紙上に小説、詩などを発表し、その後は『文芸倶楽部』『世界の日本』などに作品を発表した。1894年頃に浅草の茶店の女に子を産ませていたが籍は入れないなどの素行があり、作品の題材を実体験で得るためと称したことなどが『万朝報』や『毎日新聞』などで指弾され、坪内逍遥も『早稲田文学』誌上で批判した。1895年に発表した「阿千代」は久しぶりに好評で、その後『以良都女』の投稿欄出身で弟子の女流作家田澤稲舟と結婚、1896年には稲舟との合作「峯の残月」を『文芸倶楽部』に発表した。しかし稲舟は美妙の祖母との不仲から、3月に結婚を解消して鶴岡に帰郷した。4月に西戸カネと結婚する。稲舟が自殺未遂の後、9月に病死したことが新聞に自殺と報じられて美妙は非難を蒙り、文壇から遠ざけられるようになった。

### 思想的活動
1897年に「魔界天女」を『やまと琴』に連載し、この頃、近衛篤麿を会長として「東洋青年会」を結成していた山県悌三郎と深い交友を持つようになった。フィリピン独立運動家のマリアーノ・ポンセが来日時に東洋青年会を訪問、日本青年会でもホセ・リサールの追悼会を行うなどの活動により、フィリピン独立革命にシンパシーを抱き、独立の志士エミリオ・アギナルドの伝記『あぎなるど』や、運動の挿話『羽ぬけ鳥』なども著した（フィリピン独立革命と日本との関係も参照）。1899年にやまと新聞社に一時在籍した。また本郷から王子村に移り、王子義塾を開いた。1901年9月に脳充血で倒れ、以後禁酒する。1903年頃からは主に歴史小説を発表する。日清戦争前後から国家主義的傾向を強めており、次第にロシア問題に関心を深め、日本の北進政策を背景に尽忠報国の烈士を描く『女装の探偵』『漁隊の遠征』なども書いた。
1907年から『大辞典』刊行に着手し、村上浪六の支援も受けて1911年に発刊した。1909年に本郷区上富士前町に転居する。1910年に6月に耳下腺癌腫と診断され、10月24日に死去し、西巣鴨の染井霊園に葬られる。晩年は文壇内で親しい交際も少なく、病と貧しさに悩まされるさびしいものであったという。

### 作品

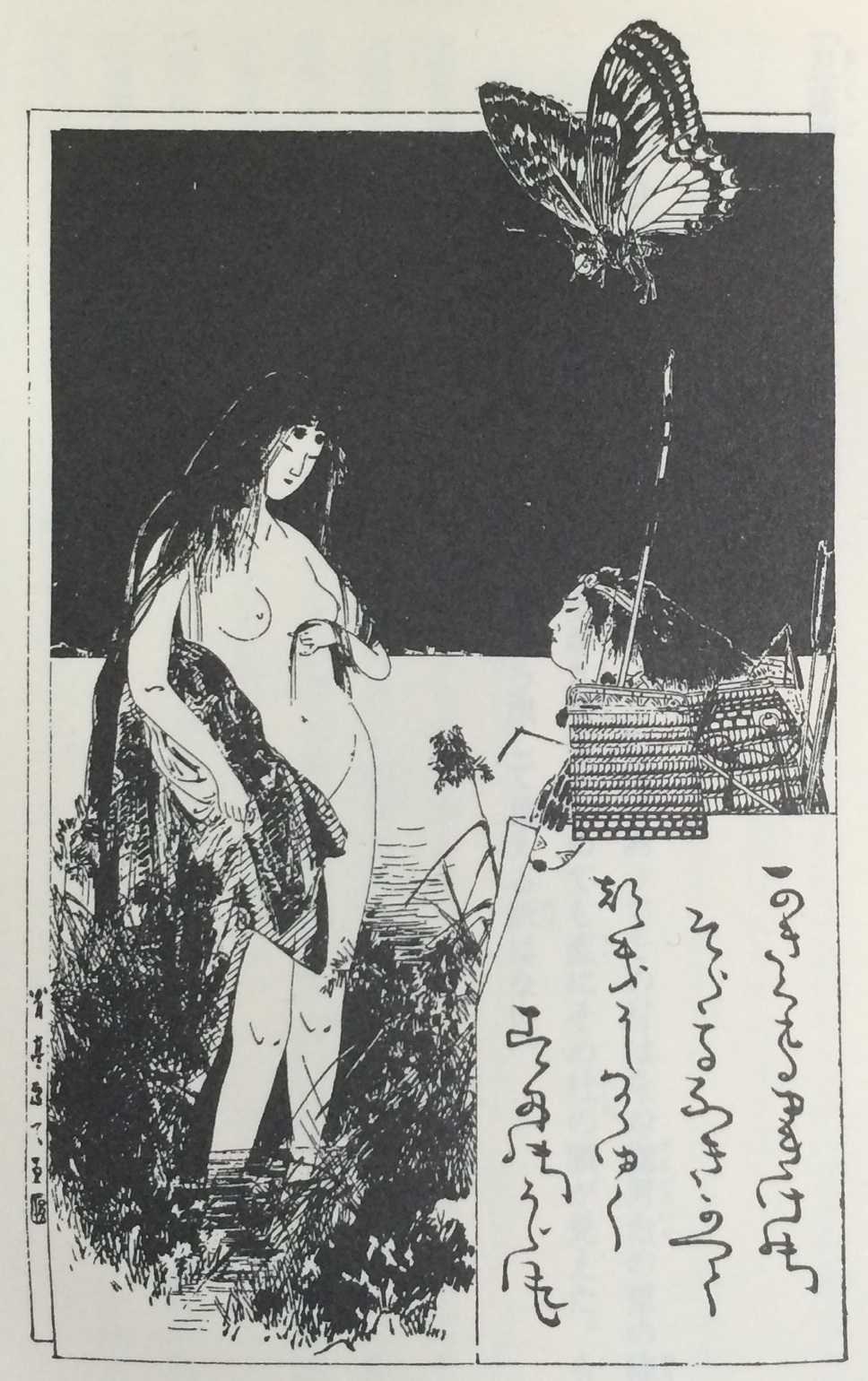
「蝴蝶」の挿絵、渡辺省亭画、『国民之友』1889年1月号

『新体詞選』は、『新体詩抄』の二番煎じのように見られ識者の評価は高くない。しかし、所収『戦景大和魂』8章から3章を選んで小山作之助が曲を付け、軍歌『敵は幾万』として歌われるようになった。
言文一致の先駆者であるとともに、小説に悲劇的情緒を取り入れ、歴史小説に主情的心理を含め、新体詩のために音韻研究を求め、東洋のシェークスピアとの綽名も得た。
美妙の言文一致の作品は、『武蔵野』『蝴蝶』のような時代小説が多かったので、地の文が「です・ます」「である」調であるのに、会話文は南北朝時代を題材にした『武蔵野』では「足利ごろの俗語」奥浄瑠璃を用いるなど、古めかしい言葉遣いであり、いささか奇をてらったようにも見えた。また擬人法、倒置法、間投詞が多用され、感情過多のきらいを生み、また「主客の格を明亮にすること」を疑念視した 結果、語り手の視点を自由に挿入できる文法を得た反面で、押しつけがましさも生んでしまうことになった。二葉亭四迷の回顧では「山田君は初め敬語なしの『だ』調を試みて見たが、どうも旨く行かぬと云うので『です』調に定めたといふ。自分は初め、『です』調でやらうかと思って、遂に『だ』調にした。即ち行き方が全然反對であったのだ。」という。
さらに『蝴蝶』が掲載されたときの挿絵に、主人公胡蝶の裸体画が初めて用いられたので、その意味での注目を集めてしまったことも、彼の作品を文学としてきちんと評価させず、美妙を文学の第一線からしりぞかせ、辞書の編纂をして糊口をしのぐような生活に追いこんだ一因でもある。小説は導入部のあと主人公が死んで終わる作品、講談本などの場面を継ぎはぎした作品、教訓のみが目に付く作品も多い。しかし先駆者として、文学の形式を発展させた。
フィリピン独立運動については、独立軍の将グレゴリオ・デル・ピラールにまつわる戦史余話『桃色絹』があり、『言文一致文例』では、アギナルドの島民に対する独立の宣言を「義軍の宣言」として、言文一致の演説文の模範として載せている。独立戦争の将軍アルテミオ・リカルテは、日本滞在時にホセ・リサールの最後の詩を美妙が翻訳したものを所持しており（美妙は『あぎなるど』の中でリサールの詩を「わが末期のおもひ」として訳しているが、リカルテの所持していた詩を見た塩田良平によると美妙とは文体が違っているという）、リカルテは帰国した際にも美妙への感謝の辞を述べている。
国語辞典の編纂者としても著名で、『日本大辞書』（1892年）と『大辞典』（青木嵩山堂、1912年）『新式節用辞典』『人名事典』などを編んだ。「日本大辞書」は美妙が口述し、大川発が速記したもの。日本の辞典で初めて語釈が口語体で書かれた。口語形、口頭語形、笑い声、泣き声なども豊富に立項していた（「あはは」「いひひ」「おほほ」「にこにこ」「うんにゃ」など）。また「日本大辞書」は共通語のアクセントが付記された辞書としては近代において最古のものとされ、日本語のアクセント研究の黎明を築いた。

## 著作
- 『新体詩選』1886年（紅葉、九華と共著）
- 『夏木立』金港堂 1888年（短編集）
- 『白玉蘭』青木嵩山堂 1891年
- 『新調韻文 青年唱歌集』博文館 1891年
- 『いちご姫』金港堂 1892年
- 『闇黒世界まにらの夢』三國書房 1899年
- 『言文一致文例』1902年
- 『女装の探偵』青木嵩山堂 1902年
- 『桃色絹』青木嵩山堂 1902年
- 『政治小説桃いろぎぬ』嵩山堂 1902年

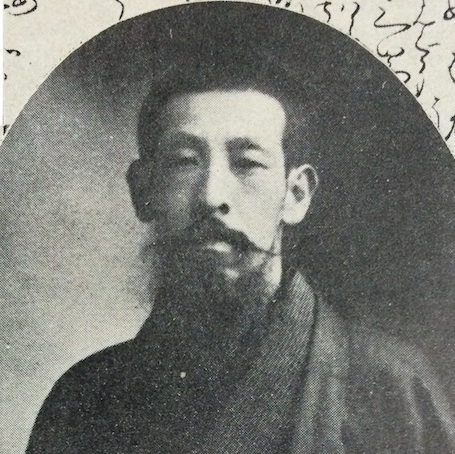
晩年の美妙

- 『比律賓独立戦話 あぎなるど』内外出版協會 1902年
- 『新体詩歌作法』青木嵩山堂 1902年
- 『地の涙』内外出版協會 1903年（ホセ・リサール著の翻訳）
- 『小説・羽ぬけ鳥』日出國 1903年
- 『漁隊の遠征』1903年
- 『さびがたな』日出國 1903年
- 『金忠輔』日出國 1903年
- 『破壊主義』文藝倶楽部 1905年
- 『妙な夫婦』千代田書房 1910年
- 『平清盛』千代田書房 1910年

作品集・新版再刊
- 『明治大正文學全集 第4巻 二葉亭四迷・矢崎嵯峨の舎・山田美妙』春陽堂 1930年 -「胡蝶」「まことに憂世」「横澤城」「猿面冠者」「小宰相局」
- 『現代日本文學全集 第53篇 小杉天外集・山田美妙集』改造社 1931年（柳田泉「序」、年譜）-「花ぐるま」「この子」「胡蝶」「いのり首」
- 『蝴蝶 他五篇』（塩田良平解説、岩波文庫 1939年、復刊1985年）
- 『日本現代文學全集11 山田美妙・広津柳浪・川上眉山・小栗風葉集』（講談社、1968年、増訂版1980年）
- 『明治文学全集23 山田美妙・石橋忍月・高瀬文淵集』筑摩書房 1977年（福田清人編）
- 『明治の文学 第10巻　山田美妙』（嵐山光三郎解説、筑摩書房 2001年）
- 『山田美妙集』（全10巻、臨川書店、2012-2018年）
- 『フィリッピン独立戦話 あぎなるど』中公文庫 1990年（塩田良平解説）
- 『いちご姫・胡蝶』十川信介校訂 岩波文庫 2011年 -「武蔵野」「胡蝶」「いちご姫」「笹りんどう」

## 美妙を主題とした作品
- 嵐山光三郎『美妙、消えた。』朝日新聞社 2001年（評伝小説）
  - 増訂版『美妙　書斎は戦場なり』中央公論新社 2012年
  - 改題『書斎は戦場なり　小説・山田美妙』中公文庫 2014年